# 東上秋間
東上秋間（ひがしかみあきま）は、群馬県安中市の地名。郵便番号は379-0102。面積は5.55km2(2010年現在)。

## 地理
碓氷川に注ぐ九十九川支流の秋間川に注ぐ久保川、神水川、苅稲川などの流域に位置している。
安中榛名駅南側の住宅地は当町ではなく、秋間みのりが丘である。

### 河川
- 久保川
- 神水川
- 苅稲川

### 山岳
- 石尊山
- 御殿山

## 歴史
江戸時代末期からある地名だった。上秋間村が西上秋間村と東上秋間村に分村して成立した。はじめは安中藩領であり、天和元年に幕府領代官高室氏が支配し、貞享元年に旗本喜多見氏領となり、元禄元年からは幕府領代官高室氏が支配し、同5年から旗本米倉氏領だった。

### 年表
- 1889年4月1日 町村制施行により、東上秋間村は西上秋間村、中秋間村、下秋間村と合併して秋間村が成立する。
- 1955年3月1日 秋間村は、（旧）安中町、原市町、磯部町、東横野村、板鼻町、岩野谷村、後閑村と合併して安中町となる。そのため、安中町東上秋間となる。
- 1958年11月1日 市制施行により、安中町は安中市となる。そのため安中市東上秋間となる。
- 1997年10月1日 北陸新幹線高崎～長野開業に伴い、町内に安中榛名駅が開業する[5]。

## 世帯数と人口
2017年（平成29年）7月31日現在の世帯数と人口は以下の通りである。
| 大字     | 世帯数  | 人口  |
| -------- | ------- | ----- |
| 東上秋間 | 317世帯 | 756人 |

## 教育
市立小・中学校に通う場合、学区は以下の通りとなる。
| 番地 | 小学校             | 中学校             |
| ---- | ------------------ | ------------------ |
| 全域 | 安中市立秋間小学校 | 安中市立第一中学校 |

## 交通

### 鉄道
JR東日本北陸新幹線安中榛名駅があるが、停車する列車の本数も限られていたため、秘境駅の1つに挙げられることがある。

### 道路
国道は通っておらず、県道は群馬県道48号下仁田安中倉渕線、群馬県道122号八本松松井田線、群馬県道215号恵宝沢原貝戸線が通っている。

## 施設

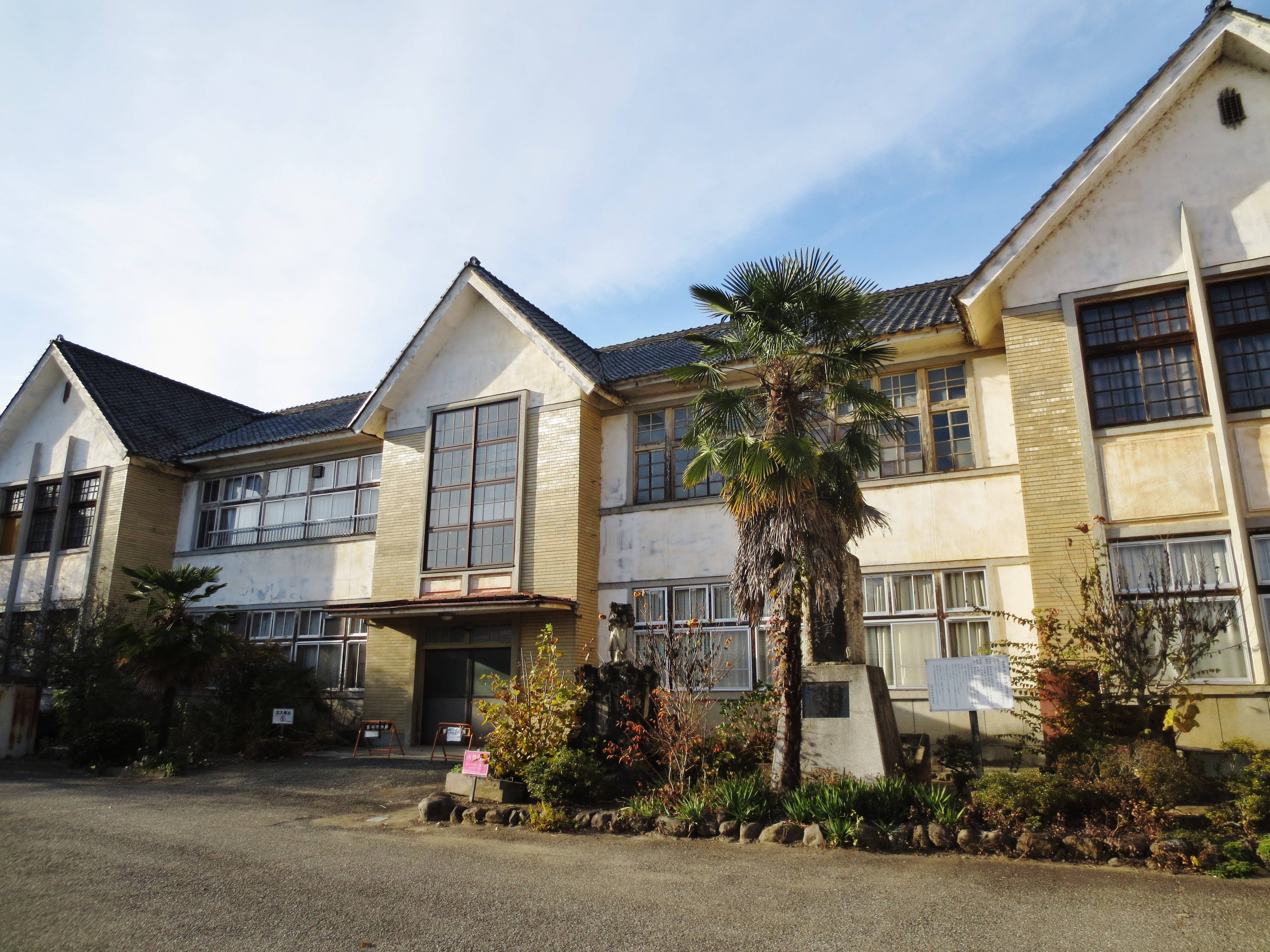
安中市資料館

- JR東日本北陸新幹線安中榛名駅
- 安中市立秋間小学校
- 安中市資料館
- 秋間郵便局

## 避難所
指定緊急避難場所
町内に安中市から指定された緊急避難場所はない。
指定避難所
- 秋間小学校体育館[8]

対象地区: 秋間1区・2区・みのりが丘区